# Îles Umm al-Qamari
Les îles Umm al-Qamari, en arabe جزر أم القماري, sont un archipel de la mer Rouge situé au large de la côte sud-ouest de l'Arabie saoudite. Ces deux îles coralliennes constituent une réserve naturelle créée en 1977, la première du pays, et notamment classée comme ZICO.